# Јамал (сателити)
Јамал (рус. Ямал) је породица комуникационих сателита компаније „Газпром космички системи" у сврху дистрибуције сателитских телевизијских канала. Систем функционише у оквиру руског Савезног космичког програма и одржава га Роскосмос. Развијен је у Ракетно-космичка корпорација Енергија, а производи се у институту Решетњев у Жељезногорску, Краснојарски крај. Од 1999. до почетка 2015. године лансирано је седам оваквих сателита, од којих су пет у функцији, а два пензионисана. Сви сателити серије смештени су у геостационарној орбити и за сада покривају територију Европе, Азије и Африке.

## Конструкција и развој
Конструкција Јамал сателита користи изузетно развијене технологије сателитске БУС телекомуникације, која обезбеђује напредне комуникационе везе са организацијама унутар руске гасне индустрије, као и телекомуникационе услуге корисницима у Русији и иностранству, које укључују гласовну и факс комуникацију, видео конференцијску везу, пренос дигиталних података и ТВ програма, везу са Интернетом. Модуларни принцип корпуса без притиска у унутрашњости апарата, омогућио је знатно веће габарите корисног простора, дужи радни век и лакшу уградњу апаратуре модификација за друге намене (метеоролошку, даљинску детекцију, мониторинг, итд). Композициони материјали су широко примењени уместо метала у конструкцији. Радни век је чак 12-15 година. Ово је прва серија руских телекомуникационих сателита последње генерације, а серија 300 и 400 разрађена је у сарадњи са Thales и Sumitomo корпорацијама, а лиценцно се производи и у Thales-Alenia групи. Осим Гаспрома користе их и компаније из многих других земаља нпр. Израела, Индијае, Јапана, а од скора Јужноафричка, Француска и Немачка сателитска комуникацијска агенција.

## Сателити

### Јамал 100
Лансирање Јамал-101 и Јамал-102 сателита проведено је 6. септембра 1999. године са Протон-К из Бајконура. Са Јамал-101 никада није успостављен радио контакт. Сумња се да се батерија испразнила или откачила приликом процедуре лансирања. Осигурање СОГАЗ је признало хаварију, и у потпуности надокнадило штету од 50,5 милиона долара.Јамал-102 је успешно радио до 9. августа 2010. године, када му је истекао ресурс.

### Јамал 200
Јамал -201 је покренут 23. новембра 2003. године, у комплету са Јамал-202.

### Јамал 300
Пуштен је 3. новембра 2012. године, Јамал-300К са Протон-М из Баиконура у пару са сателитом Луч-5Б

### Јамал 400
8. децембра 2012. године, Јамал-402 покренула је Протон-М из Баиконура.
Дана 15. децембра, 2014. је лансиран Јамал-401, ракета-носач је Протон-М / Бриз-М из Баиконура.